# Вулиця Пам'ятна (Запоріжжя)
Вулиця Пам'ятна (до 2016 року — Сакко і Ванцетті) — вулиця у Дніпровському районі міста Запоріжжя.
На вулиці розташований Меморіальний комплекс «Скорботна мати»

## Історія

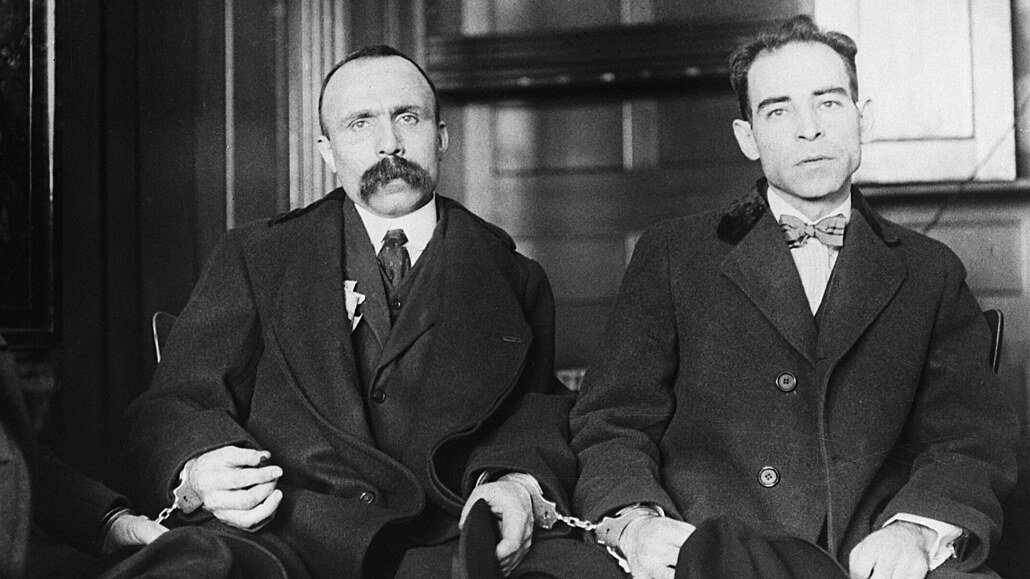
Сакко і Ванцетті

В радянські часи вулиця носила назву на честь американських борців за права робітників Сакко і Ванцетті. У 2016 році вулиця Сакко і Ванцетті була перейменована на вулицю Пам'ятну.

## Перехресні вулиці
- вулиця Гребельна
- вулиця Клубна